# Scotstoun
Scotstoun est un district de Glasgow. Il est situé sur les rives nord de la Clyde et dans l'ouest de la ville. Il se trouve entre les districts de Garscadden (en) (à l'ouest), de Jordanhill et de Whiteinch (à l'est) et de Knightswood (au nord). 

## Histoire
Jusqu'au début des années 1860, Scotstoun était le site du domaine de la famille Oswald, centré sur Scotstoun House,,. En 1861, l'expansion vers l'ouest des chantiers navals de la Clyde avait atteint Scotstoun avec l'ouverture du chantier naval Charles Connell and Company en 1861 et du nouveau chantier naval Yarrow Shipbuilders en 1906. [Cela a conduit à l'éclatement du domaine, dont certaines parties ont été vendues pour la construction de logements, la création de Victoria Park et la poursuite du développement industriel (sidérurgie, ingénierie et construction navale) le long du fleuve,, avec des entreprises telles que Coventry Ordnance Works et Albion Motors (1903), qui se sont installées dans la région.
La partie sud de Scotstoun est caractérisée par des immeubles de la fin du XIXe siècle et du début du XXe siècle qui jouxtent les anciens chantiers navals ; au nord, et datant d'une période similaire, se trouve un lotissement en grille composé principalement de villas mitoyennes de style cottage avec un style anglais distinctif dans de larges rues bordées d'arbres, un exemple précoce d'urbanisme de banlieue-jardin de type Ebenezer Howard.
À l'ouest de la zone, à Scotstounhill, on trouve quatre (anciennement six) tours d'habitation, les appartements Kingsway, et un nouvel ensemble de maisons et de "mini-multis" construit en 2016 par la Glasgow Housing Association. 
Le développement de Scotstoun est lié à l'activité des chantiers navals, notamment le Yarrow Shipbuilders, encore en activité sous la bannière de BAE Systems.

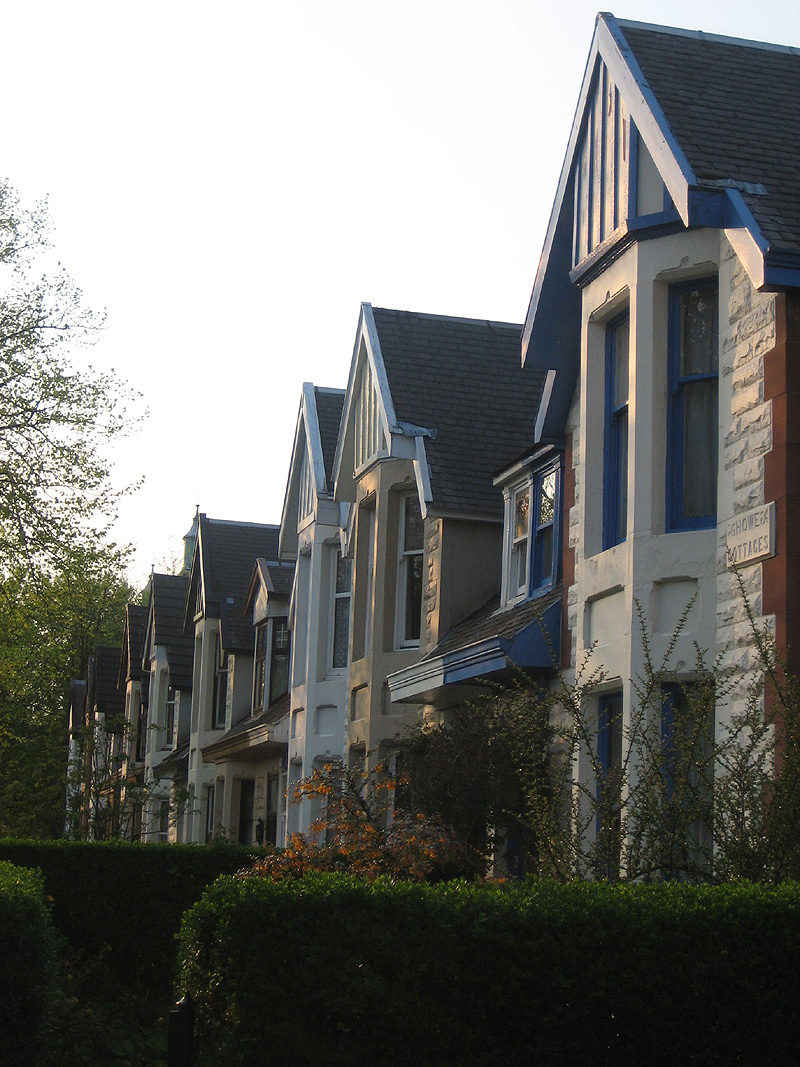
La Earlbank Avenue, avenue typique de Scotstoun.
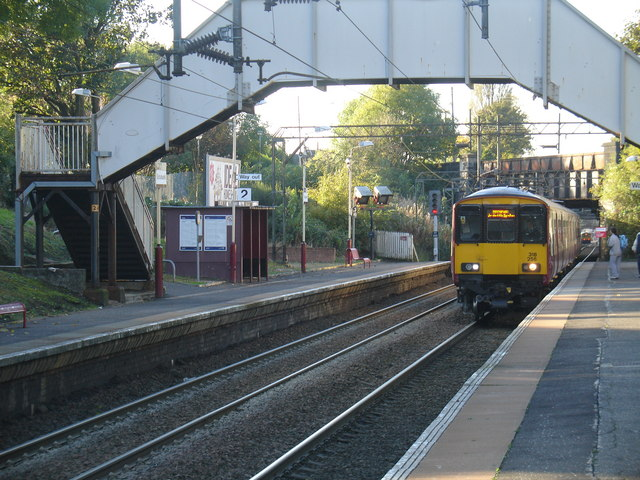
La gare de Scotstounhill.
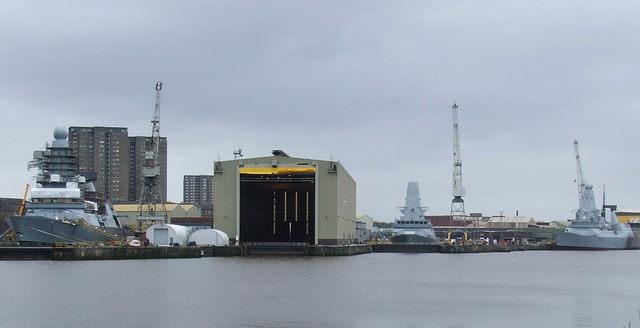
Le chantier naval de Yarrow Shipbuilders.
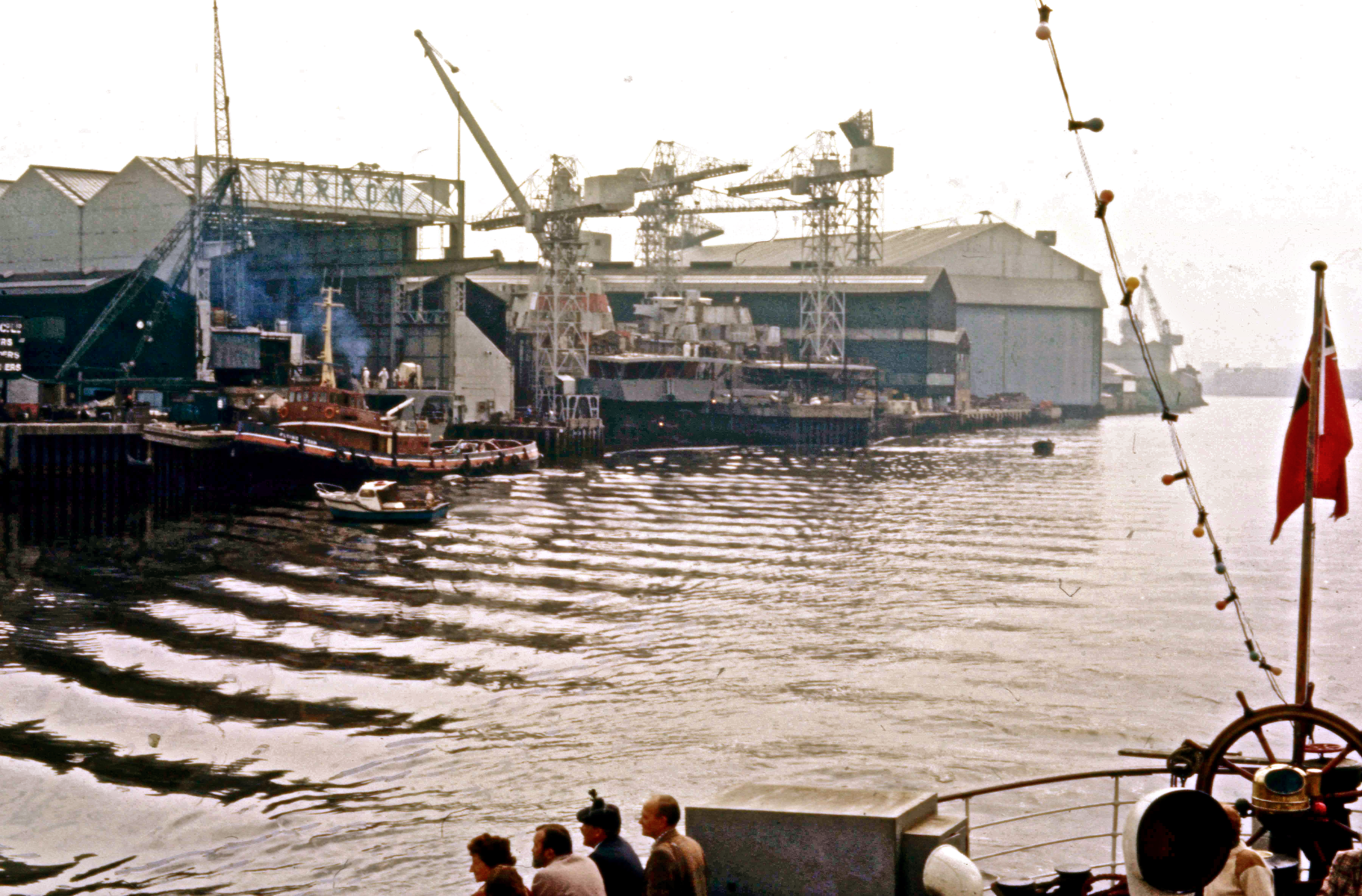
Le chantier naval en juin 1979.
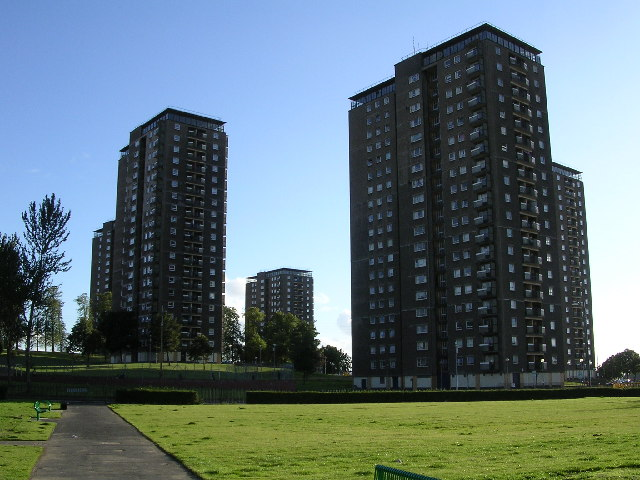
Immeubles situés à Scotstounhill.